# François-Joseph de Marin
François-Joseph de Marin de Carranrais, est un homme politique français. Il est maire de Marseille du 29 octobre 1772 au 28 octobre 1775.

## Biographie
François-Joseph de Marin est issu d'une vieille famille de la noblesse provençale.
Il épouse Marie-Marthe Caire en avril 1753.
En octobre 1772, il succède à Jean-François Lemaître de Beaumont comme maire de Marseille.
La modernisation urbaine de Marseille continue sous son règne. Il acte la prolongation de la rue Curiol jusqu'à la place Jean-Jaurès. Le marquis de Castellane cède à la ville le terrain nécessaire pour créer la place Castellane au bout de la rue de Rome.
Il quitte le pouvoir le 28 octobre 1775.